# 卡洛斯·加马拉
卡洛斯·阿尔韦托·加马拉·帕冯（西班牙語：Carlos Alberto Gamarra Pavon，1971年2月17日—），生於伊帕卡賴，巴拉圭足球运动员，司职后卫。

## 生平
加马拉出身於巴拉圭球會波特諾山丘，曾為該球會贏過兩屆當地聯賽冠軍。之後他曾效力阿根廷的独立隊、巴西的國際體育會、葡萄牙的本菲卡、巴西的哥連泰斯、西班牙的马德里竞技、巴西的法林明高和希腊的雅典AEK。但綜括他的球會生涯，主要都是在巴西球會效力，贏過1998年巴西聯賽冠軍。2002年他轉投意大利球會國際米蘭，贏過2005年意大利杯。
加馬拉代表過巴拉圭國家隊達110次，曾代表國家隊出戰1998年和2002年世界杯，憑他的坐鎮令巴拉圭成為南美國家隊中，防守力數一數二的隊伍。隨著年齡漸高，加馬拉的狀態亦大不如前，2006年世界盃分組賽對英格蘭一戰中，他在開場短短三分鐘踢進烏龍球，成為世界盃史上最快踢進烏龍球的紀錄保持人。

## 榮譽
- 巴拉圭聯賽冠軍：1990、1992
- 巴西聯賽冠軍：1998 (隨哥連泰斯)
- 意大利杯：2005